# Misión de San Cosme y Damián de Tucsón
La misión de San Cosme y Damián de Tucsón, originalmente conocido como misión de San Agustín del Tucsón, fue una histórica misión española jesuita ubicada cerca de Tucson, condado de Pima, Arizona. La misión fue establecido en 1692 por el misionero Eusebio Francisco Kino como una visita (capilla de visita) de la cercana misión de San Xavier del Bac. Hoy en día, casi nada queda del complejo original.

## Situación
La misión estaba ubicada a lo largo de la orilla occidental del río Santa Cruz, en la base del Picacho del Centinela o Montaña "A". El pueblo sobaipuri de Chuk Shon, que significa "al pie de la montaña negra", estaba ubicado cerca.

## Historia
La misión se construiría, cerca de la aldea sobaipuri de Chuk Shon, que el padre Eusebio Francisco Kino en un lugar que se nombró San Cosmé del Tucson. Aquí el padre Kino estableció una visita, o "capilla de visita", de la misión de San Xavier del Bac en 1692. En 1768 la visita fue ampliada, fortificada y rebautizada como misión de San Agustín del Tucson por los franciscanos que acababan de reemplazar a los jesuitas en las misiones. A esto pronto le siguió el establecimiento de un Presidio San Agustín del Tucson en 1776 en el lado este del río Santa Cruz. El pueblo de Tucson creció cerca del presido a lo largo del río.
La misión fue finalmente abandonada en 1828, debido a la expulsión de los sacerdotes y misioneros españoles ordenada por el gobierno mexicano. Sus tierras fueron vendidas y los edificios abandonados, finalmente fueron destruidos.
La ciudad de Tucsón, que permanecería en manos mexicanas después del Tratado de Guadalupe Hidalgo, sería vendida a los Estados Unidos en 1854.
Entre 1950 y 2010, el sitio sirvió como vertedero para la ciudad de Tucson. Desde 2010, el sitio ha estado bajo el cuidado de la organización sin fines de lucro Friends of Tucson's Birthplace. El antiguo vertedero y sitio de la misión se está reutilizando como un parque histórico y natural llamado parque patrimonial de los orígenes de Tucson.

## Galería

Vista noreste de las ruinas de la misión
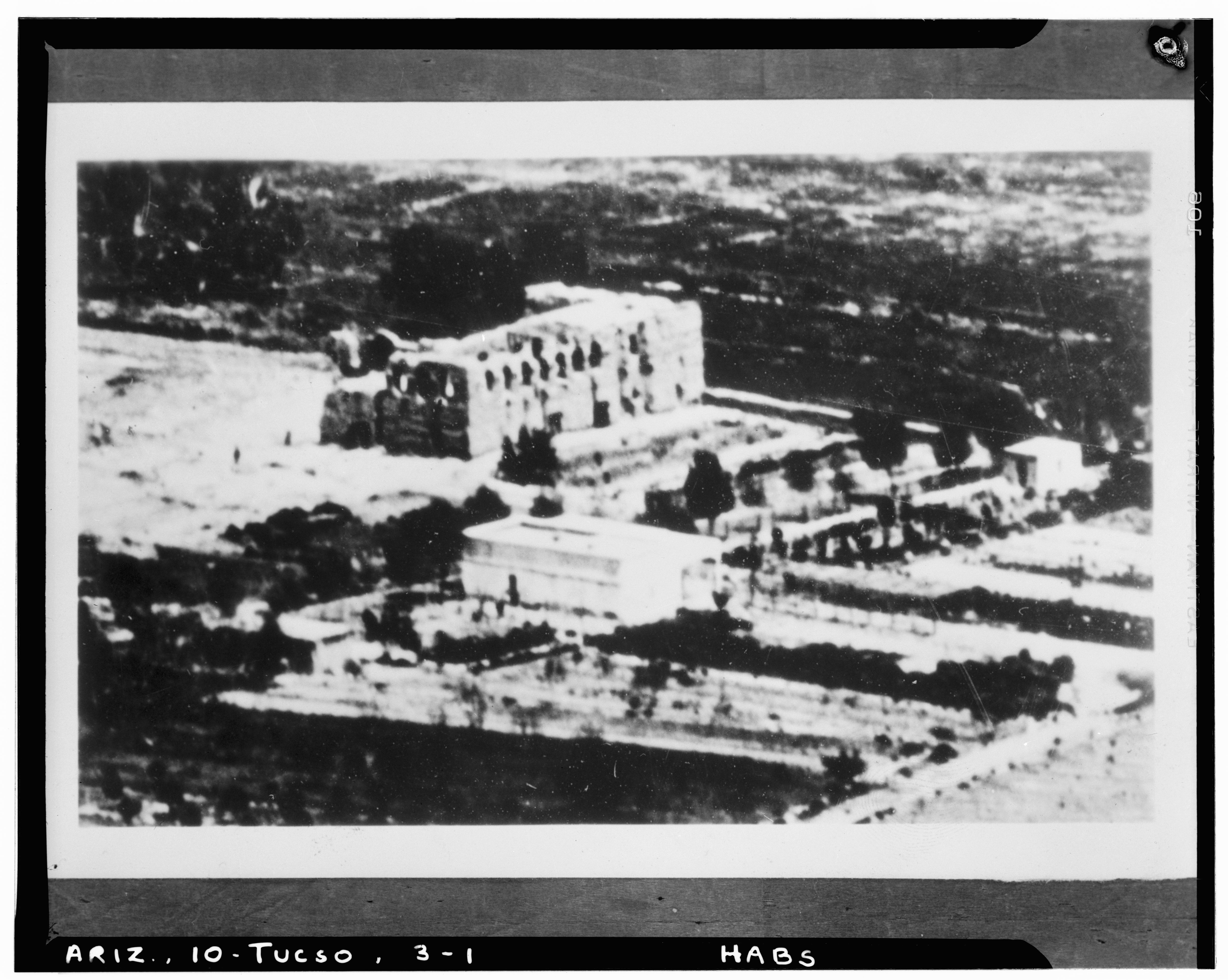
Vista de la misión en 1880 desde el Picacho del Centinela